# Colombia op de Olympische Zomerspelen 2000
Colombia nam deel aan de Olympische Zomerspelen 2000 in Sydney, Australië.

## Medailleoverzicht
| Sport         | Olympiër             | Discipline | Medaille |
| ------------- | -------------------- | ---------- | -------- |
| Gewichtheffen | María Isabel Urrutia | -75kg (v)  | Goud     |

## Deelnemers

### Atletiek
| Olympiër                                                                   | Discipline       | Resultaat | Prestatie                                                                      |
| -------------------------------------------------------------------------- | ---------------- | --------- | ------------------------------------------------------------------------------ |
| Jimmy Pino                                                                 | 200m (m)         | 55e       | serie 6: 6de in 21,42                                                          |
| José Alirio Carrasco                                                       | marathon (m)     | DNF       | niet gefinisht                                                                 |
| Gilmar Mayo                                                                | hoogspringen (m) | 23e       | kwalificatie groep B: 11de met 2,20m                                           |
|                                                                            |                  |           |                                                                                |
| Felipa Palacios                                                            | 200m (v)         | 11e       | serie 1: 3de in 23,08 kwartfinale 4: 4de in 23,19 halve finale 1: 5de in 23,11 |
| Norma González                                                             | 400m (v)         | 35e       | serie 3: 5de in 53,34                                                          |
| Mirtha Brock Digna Murillo Melissa Murillo Felipa Palacios Ximena Restrepo | 4x100m (v)       | 16e       | serie 2: 5de in 44,08 halve finale 2: 8ste in 44,37                            |
| Iglandini González                                                         | marathon (v)     | 40e       | 2:47.26                                                                        |
| Sabina Moya                                                                | speerwerpen (v)  | 34e       | kwalificatie groep B: 17de met 49,16m                                          |

### Boksen
| Olympiër           | Discipline | Resultaat | Prestatie                                                                |
| ------------------ | ---------- | --------- | ------------------------------------------------------------------------ |
| Andrés Ledesma     | -57kg (m)  | 17e       | 1ste ronde: V van THA Kamsing: scheidsrechterlijke beslissing            |
| José Leonardo Cruz | -60kg (m)  | 9e        | 1ste ronde: W van MRI Frontin: 10-9 2de ronde: V van KGZ Raimkulov: 2-12 |
| Francisco Calderón | -67kg (m)  | 9e        | 1ste ronde: vrij 2de ronde: V van RUS Saitov: 1-15                       |

### Gewichtheffen
| Olympiër          | Discipline | Resultaat | Prestatie                                                    |
| ----------------- | ---------- | --------- | ------------------------------------------------------------ |
| Nelson Castro     | -56kg (m)  | 11e       | trekken: 10de met 115kg stoten: 11de met 145kg totaal: 260kg |
|                   |            |           |                                                              |
| María Urrutia     | -75kg (v)  | Goud      | trekken: 1ste met 110kg stoten: 3de met 135kg totaal: 245kg  |
| Carmenza Delgadoa | +75kg (v)  | 4e        | trekken: 4de met 115kg stoten: 3de met 145kg totaal: 260kg   |

### Paardensport
| Olympiër       | Discipline     | Resultaat      | Prestatie |
| Springconcours | Springconcours | Springconcours | Springconcours |
| -------------- | -------------- | -------------- | --- |
| Manuel Torres  | individueel    | 14e            | kwalificatie: 37ste 1ste ronde: 41ste met 13,50 strafpunten 2de ronde: 12de met 4 strafpunten 3de ronde: 38ste met 12 strafpunten totaal: 29,50 strafpunten finale: 1ste ronde: 20ste met 12 strafpunten 2de ronde: 4de met 1,25 strafpunten totaal: 13,25 strafpunten |

### Schermen
| Olympiër              | Discipline | Resultaat | Prestatie                                                                                                   |
| --------------------- | ---------- | --------- | --- |
| Mauricio Rivas        | degen (m)  | 9e        | voorronde: W van AUS Heffernan: 15-10 1ste ronde: W van EST Kaaberma: 15-13 2de ronde: V van KOR Lee: 13-15 |
|                       |            |           | |
| Ángela María Espinosa | degen (v)  | 33e       | 1ste ronde: V van SUI Lamon: 9-15                                                                           |

### Schietsport
| Olympiër             | Discipline            | Resultaat | Prestatie                                       |
| -------------------- | --------------------- | --------- | ----------------------------------------------- |
| Danilo Caro          | trap (m)              | 7e        | kwalificatie: 7de met 115 punten (67-48)        |
| Danilo Caro          | dubbeltrap (m)        | 23e       | kwalificatie: 23ste met 120 punten (34-41-45)   |
| Andrés Felipe Torres | 10m bewegend doel (m) | 7e        | kwalificatie: 9de met 573 punten (292-281)      |
|                      |                       |           |                                                 |
| Adriana Rendón       | 25m pistool (v)       | 32e       | kwalificatie: 32ste met 568 punten (282-286)    |
| Adriana Rendón       | 10m luchtpistool (v)  | 11e       | kwalificatie: 11de met 381 punten (94-95-95-96) |

### Schoonspringen
| Olympiër            | Discipline    | Resultaat | Prestatie                          |
| ------------------- | ------------- | --------- | ---------------------------------- |
| Juan Guillermo Urán | 3m plank (m)  | 41e       | voorronde: 41ste met 308,10 punten |
| Juan Guillermo Urán | 10m toren (m) | 27e       | voorronde: 27ste met 333,93 punten |
|                     |               |           |                                    |
| Diana Pineda        | 3m plank (v)  | 34e       | voorronde: 34ste met 220,68 punten |

### Taekwondo
| Olympiër      | Discipline | Resultaat | Prestatie |
| ------------- | ---------- | --------- | --- |
| Milton Castro | +80kg (m)  | 5e        | voorronde: W van CHN Zhu: 6-5 kwartfinale: W van GRE Nikolaidis: scheidsrechterlijke beslissing halve finale: V van AUS Trenton: 2-8 herkansingen: V van KSA Al-Dosari: 2-3 |

### Tennis
| Olympiër                     | Discipline     | Resultaat | Prestatie |
| ---------------------------- | -------------- | --------- | --- |
| Fabiola Zuluaga              | enkelspel (v)  | 9e        | 1ste ronde: W van FRA Mauresmo: 6-3, 3-6, 6-2 2de ronde: W van BEL Callens: 6-3, 6-2 3de ronde: V van ESP Vicario: 2-6, 0-6 |
| Fabiola Zuluaga Mariana Mesa | dubbelspel (v) | 17e       | 1ste ronde: V van THA Sangaram/Tanasugarn: 6-7(4), 7-5, 4-6                                                                 |

### Triatlon
| Olympiër      | Discipline | Resultaat | Prestatie  |
| ------------- | ---------- | --------- | ---------- |
| María Morales | vrouwen    | 37e       | 2:13.43,38 |

### Wielersport
| Olympiër               | Discipline                    | Resultaat | Prestatie                      |
| Baan                   | Baan                          | Baan      | Baan                           |
| ---------------------- | ----------------------------- | --------- | ------------------------------ |
| Marlon Pérez           | puntenkoers (m)               | 21e       | 0 punten (op 2 ronden)         |
|                        |                               |           |                                |
| María Luisa Calle      | puntenkoers (v)               | 11e       | 2 punten (op 2 ronden)         |
| María Luisa Calle      | individuele achtervolging (v) | 12e       | kwalificatie: 12de in 3.44,395 |
| Mountainbike           |                               |           |                                |
| Diego Garavito         | mannen                        | DNF       | niet gefinisht                 |
|                        |                               |           |                                |
| Flor Marina Delgadillo | vrouwen                       | 24e       | 2:03.17,0                      |
| Weg                    |                               |           |                                |
| Víctor Hugo Peña       | tijdrit (m)                   | 24e       | 1:01.10                        |
| Santiago Botero        | wegwedstrijd (m)              | DNF       | niet gefinisht                 |
| Jhon García            | wegwedstrijd (m)              | DNF       | niet gefinisht                 |
| Fredy González         | wegwedstrijd (m)              | DNF       | niet gefinisht                 |
| Ruber Marín            | wegwedstrijd (m)              | 31e       | 5:30.46                        |
| Víctor Hugo Peña       | wegwedstrijd (m)              | DNF       | niet gefinisht                 |

### Worstelen
| Olympiër       | Discipline  | Resultaat   | Prestatie                                                                              |
| Vrije stijl    | Vrije stijl | Vrije stijl | Vrije stijl                                                                            |
| -------------- | ----------- | ----------- | -------------------------------------------------------------------------------------- |
| Edison Hurtado | -69kg (m)   | 21e         | groep 5: 3de W van GRE Loizidis: 3-0 V van RUS Gitinov: 0-11 V van ARM Gevorgyan: 0-10 |

### Zwemmen
| Olympiër           | Discipline          | Resultaat | Prestatie                    |
| ------------------ | ------------------- | --------- | ---------------------------- |
| Camilo Becerra     | 50m vrije slag (m)  | 44e       | serie 5: 5de in 23,63        |
| Fernando Jácome    | 100m vrije slag (m) | 47e       | serie 4: 5de in 52,24        |
| Fernando Jácome    | 200m vrije slag (m) | 34e       | serie 3: 5de in 1.54,17      |
| German Martínez    | 100m rugslag (m)    | 50e       | serie 1: 3de in 59,94        |
| Alejandro Bermúdez | 200m rugslag (m)    | 28e       | serie 3: 5de in 2.03,43      |
| Alejandro Bermúdez | 400m wisselslag (m) | 28e       | serie 3: 8ste in 4.29,42     |
|                    |                     |           |                              |
| Isabel Ceballos    | 100m schoolslag (v) | 26e       | serie 3: 2de in 1.11,90 (NR) |
| Isabel Ceballos    | 200m schoolslag (v) | 25e       | serie 1: 1ste in 2.34,09     |

Albanië · Algerije · Amerikaanse Maagdeneilanden · Amerikaans-Samoa · Andorra · Angola · Antigua en Barbuda · Argentinië · Armenië · Aruba · Australië · Azerbeidzjan · Bahama's · Bahrein · Bangladesh · Barbados · België · Belize · Benin · Bermuda · Bhutan · Bolivia · Bosnië en Herzegovina · Botswana · Brazilië · Britse Maagdeneilanden · Brunei · Bulgarije · Burkina Faso · Burundi · Cambodja · Canada · Centraal-Afrikaanse Republiek · Chili · China · Chinees Taipei · Colombia · Comoren · Congo-Brazzaville · Congo-Kinshasa · Cookeilanden · Costa Rica · Cuba · Cyprus · Denemarken · Djibouti · Dominica · Dominicaanse Republiek · Duitsland · Ecuador · Egypte · El Salvador · Equatoriaal-Guinea · Eritrea · Estland · Ethiopië · Fiji · Filipijnen · Finland · Frankrijk · Gabon · Gambia · Georgië · Ghana · Grenada · Griekenland · Groot-Brittannië · Guam · Guatemala · Guinee · Guinee‑Bissau · Guyana · Haïti · Honduras · Hongarije · Hongkong · Ierland · IJsland · India · Indonesië · Irak · Iran · Israël · Italië · Ivoorkust · Jamaica · Japan · Jemen · Joegoslavië · Jordanië · Kaaimaneilanden · Kaapverdië · Kameroen · Kazachstan · Kenia · Kirgizië · Koeweit · Kroatië · Laos · Lesotho · Letland · Libanon · Liberia · Libië · Liechtenstein · Litouwen · Luxemburg · Macedonië · Madagaskar · Malawi · Malediven · Maleisië · Mali · Malta · Marokko · Mauritanië · Mauritius · Mexico · Micronesië · Moldavië · Monaco · Mongolië · Mozambique · Myanmar · Namibië · Nauru · Nederland · Nederlandse Antillen · Nepal · Nicaragua · Nieuw-Zeeland · Niger · Nigeria · Noord-Korea · Noorwegen · Oeganda · Oekraïne · Oezbekistan · Oman · Oostenrijk · Pakistan · Palau · Palestina · Panama · Papoea-Nieuw-Guinea · Paraguay · Peru · Polen · Portugal · Puerto Rico · Qatar · Roemenië · Rusland · Rwanda · Saint Kitts en Nevis · Saint Lucia · Saint Vincent en Grenadines · Salomonseilanden · Samoa · San Marino ·  Sao Tomé en Principe · Saoedi-Arabië · Senegal · Seychellen · Sierra Leone · Singapore · Slovenië · Slowakije · Soedan · Somalië · Spanje · Sri Lanka · Suriname · Swaziland · Syrië · Tadzjikistan · Tanzania · Thailand · Togo · Tonga · Trinidad en Tobago · Tsjaad · Tsjechië · Tunesië · Turkije · Turkmenistan · Uruguay · Vanuatu · Venezuela · Verenigde Arabische Emiraten · Verenigde Staten · Vietnam · Wit-Rusland · Zambia · Zimbabwe · Zuid-Afrika · Zuid-Korea · Zweden · Zwitserland · Individuele olympische atleten